# Атлетико Эль-Вихия
«Атле́тико» (исп. Unión Atlético El Vigía Fútbol Club) — венесуэльский футбольный клуб из города Эль-Вихия. В настоящий момент выступает в Примере Венесуэлы, сильнейшем дивизионе страны.

## История

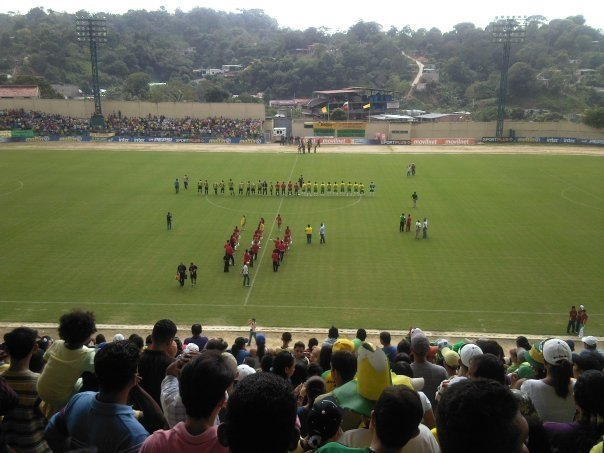
Стадион «Рамон Эрнандес».

Клуб основан 13 декабря 1987 года. В «Примере» Венесуэлы дебютировал в 1993 году, после победы в сезоне 1992/93 в Сегунде Венесуэлы.
Играя в высшем дивизионе, «Атлетико Эль-Вихия» особых успехов не добивался, занимая места в нижней части турнирной таблицы. Дважды клуб вылетал в «Сегунду», но каждый раз не более чем за два сезона поднимался обратно. Последние годы, начиная с сезона 2007/08, команда неизменно играет в высшем дивизионе.
Легендой клуба является Рамон Эрнандес, один из основателей клуба и тренер впервые выведший «Атлетико» в высший дивизион. Именем Эрнандеса назван и домашний стадион клуба, вмещающий 12 000 зрителей.

## Достижения
- Победитель Сегунды Венесуэлы (3): 1992/93, 2002/03, 2006/07.